# Oro, Plata, Mata
Pour plus de détails, voir Fiche technique et Distribution.
Oro, Plata, Mata est un film philippin réalisé par Peque Gallaga et sorti en 1982.

## Synopsis
À Negros, pendant la Seconde Guerre mondiale, la famille Ojeda célèbre le 18e anniversaire de Maggie. Dans le jardin, Trining reçoit son premier baiser de Miguel Lorenzo, son amour d'enfance. Le patriarche de la famille Ojeda, Monsieur Claudio, et ses compagnons propriétaires terriens discutent de la guerre imminente tandis que certains des jeunes hommes valides s'engagent. La célébration est interrompue par la nouvelle du naufrage du SS Corregidor par une mine. À l'approche des Japonais, les Ojeda acceptent l'invitation des Lorenzo, leurs vieux amis de la famille, de séjourner chez eux dans leur hacienda provinciale. Nena Ojeda et Inday Lorenzo tentent de nier les réalités de la guerre en préservant leur mode de vie d'avant-guerre. Se languissant de son fiancé, Maggie traverse des accès de mélancolie. Miguel et Trining, d'enfants turbulents, deviennent des adultes impétueux.
Deux autres amis de la famille, Jo Russell et Viring, les rejoignent au refuge. Tandis qu'ils assistent à l'incendie de la ville et à l'approche des Japonais, les familles évacuent vers le pavillon forestier des Lorenzo. Un groupe de guérilleros épuisés arrive et Jo soigne leurs blessures. Les guérilleros laissent derrière eux un camarade, Hermès Mercurio. Miguel subit d'autres remarques du même genre lorsqu'il néglige d'intervenir contre un soldat japonais qui surprend les filles se baignant dans la rivière et est tué par Hermès. Maggie réconforte Miguel, qui décide d'apprendre le tir auprès d'Hermès. Plus tard, les bijoux de Viring sont volés par Melchor, le contremaître de confiance d'Inday. Il justifie son acte par une récompense pour ses services, mais est promptement renvoyé par Inday.
Pendant l'absence de Miguel et d'Hermès, Melchor et sa bande de voleurs reviennent et se vengent de ses anciens maîtres. Ils pillent les réserves de nourriture, massacrent les domestiques, violent Inday et coupent les doigts de Viring qui refuse d'ôter sa bague. Trining, contre toute attente, rejoint les bandits malgré les atrocités. Ces expériences rapprochent Maggie et Miguel. Miguel encourage les survivants à reprendre leurs parties de mah-jong pour les aider à surmonter leur traumatisme. Miguel est déterminé à traquer les bandits et à ramener Trining. Il les surprend dans un hôpital abandonné, mais son courage est remplacé par la soif de sang, le poussant à une tuerie. Miguel et Hermès finissent par tuer Melchor et ses hommes et sauver Trining.
Après la Libération en 1945, une fête est organisée chez les Ojeda pour annoncer les fiançailles de Maggie et Miguel. Les survivants tentent de retrouver leur mode de vie d'avant, mais la guerre a changé le monde, tout comme elle les a tous deux marqués à jamais.

## Fiche technique
- Titre original : Oto, Plata, Mata
- Réalisation : Peque Gallaga
- Scénario : Peque Gallaga, Conchita Castillo, Mario Taguiwalo, et Jose Javier Reyes
- Photographie : Rody Lacap
- Montage : Jess Navarro
- Musique : Toto Gentica
- Producteurs : Charo Santos-Concio et Madeleine Gallaga
- Production : Experimental Cinema of the Philippines
- Pays de production :  Philippines
- Durée : 194 minutes
- Date de sortie : 
  - Philippines - 27 janvier 1982
  - Japon - 25 juillet 1991
- Langue : philippin

## Distribution
- Cherie Gil
- Sandy Andolong
- Liza Lorena
- Fides Cuyugan-Asensio
- Ronnie Lazaro
- Joel Torre

## Sélection
- Chicago International Film Festival 1983[1]